# Heliconius melicerta
Heliconius melicerta är en fjärilsart som beskrevs av Bates 1866. Heliconius melicerta ingår i släktet Heliconius och familjen praktfjärilar. Inga underarter finns listade i Catalogue of Life.